# Gouvernement Babiš II
Pour les articles homonymes, voir Gouvernement Babiš.
République tchèque
Babiš I Fiala
Le gouvernement Babiš II (en tchèque : Druhá vláda Andreje Babiše) est le gouvernement de la République tchèque entre le 27 juin 2018 et le 17 décembre 2021, sous la 8e législature de la Chambre des députés.
Il est dirigé par le populiste libéral Andrej Babiš, vainqueur à la majorité relative des élections législatives d'octobre 2017, et repose sur une coalition minoritaire entre ANO 2011 et le Parti social-démocrate, avec le soutien sans participation du Parti communiste. Il succède au gouvernement Babiš I, rejeté par la Chambre des députés, et entre en fonction 249 jours après les élections.

## Historique du mandat
Ce gouvernement est dirigé par le nouveau président du gouvernement libéral et populiste sortant Andrej Babiš, anciennement ministre des Finances. Il est constitué d'une coalition par ANO 2011 et le Parti social-démocrate tchèque (ČSSD). Ensemble, ils disposent de 93 députés sur 200, soit 46,5 % des sièges de la Chambre des députés. Il bénéficie du soutien sans participation du Parti communiste de Bohême et Moravie (KSČM), qui dispose de 15 députés, soit 7,5 % des sièges.
Il est formé à la suite de l'échec de Babiš lors d'un vote de confiance. Il succède donc au gouvernement Babiš I, constitué et soutenu par la seule ANO 2011.

### Formation
Le 16 janvier 2018, la Chambre des députés refuse d'accorder sa confiance au premier gouvernement formé par Babiš, par 78 voix pour, 117 voix contre et cinq abstentions. Dès le lendemain, le chef de l'exécutif présente donc sa démission au président de la République Miloš Zeman, qui le charge de la gestion des affaires courantes,.
Le chef de l'État confie le 24 janvier, à seulement deux jours du second tour de l'élection présidentielle, une nouvelle mission de formation du cabinet au président du gouvernement démissionnaire. Zeman est ensuite réélu à la présidence de la République.
Après quatre mois de négociations, Andrej Babiš conclut à la fin du mois de mai 2018 un accord de coalition en vue de former un gouvernement minoritaire avec le Parti social-démocrate tchèque. Renommé dans ses fonctions le 6 juin, il dispose d'un délai de 15 jours pour former sa nouvelle équipe ministérielle.
Il ne présente cependant son cabinet de 13 ministres que trois semaines plus tard, le 27 juin. Comme il l'avait annoncé, le président Zeman refuse toutefois de nommer le député européen Miroslav Poche ministre des Affaires étrangères. Cette fonction est donc confiée par intérim au ministre de l'Intérieur Jan Hamáček. Dès le 10 juillet, la ministre de la Justice Taťána Malá  démissionne après avoir été convaincue de plagiat dans la rédaction de sa thèse.
Le lendemain, le débat sur le vote de confiance débute à la Chambre des députés. Après 16 heures de discussions, il reçoit l'investiture de la chambre basse avec 105 voix pour et 91 votes contre, grâce au vote favorable du Parti communiste. Depuis 1989, c'est la première fois qu'un exécutif tchèque dépend des parlementaires communistes.

### Succession
Le Parti communiste annonce le 14 avril 2021, à six mois des élections législatives, qu'il retire son soutien à l'exécutif, en raison du refus de ce dernier de créer une institution bancaire publique comme le réclamait le KSČM. Andrej Babiš affirme alors qu'il trouvera d'autres partenaires pour faire voter ses lois d'ici la fin de la législature.
Effectivement nommé le 17 décembre 2021 au cours d'une cérémonie au château de Lány, le gouvernement Fiala obtient le 13 janvier 2022 la confiance de la Chambre des députés par 106 voix pour sur 193 exprimés,.

## Composition

### Initiale (27 juin 2018)
- Les nouveaux ministres sont indiqués en gras, ceux ayant changé d'attributions en italique.

| Poste                                                      | Titulaire | Titulaire                                             | Parti        |
| ---------------------------------------------------------- | --------- | ----------------------------------------------------- | ------------ |
| Président du gouvernement                                  |           | Andrej Babiš                                          | ANO 2011     |
| Vice-président du gouvernement Ministre de l'Intérieur     |           | Jan Hamáček                                           | ČSSD         |
| Vice-président du gouvernement Ministre de l'Environnement |           | Richard Brabec                                        | ANO 2011     |
| Ministre des Affaires étrangères                           |           | Jan Hamáček a.i. (jusqu'au 16/10/2018) Tomáš Petříček | ČSSD         |
| Ministre de la Défense                                     |           | Lubomír Metnar                                        | Indépendant  |
| Ministre des Finances                                      |           | Alena Schillerová                                     | Indépendante |
| Ministre du Travail et des Affaires sociales               |           | Petr Krčál (jusqu'au 30/07/2018) Jana Maláčová        | ČSSD         |
| Ministre du Développement régional                         |           | Klára Dostálová                                       | Indépendante |
| Ministre de l'Industrie et du Commerce                     |           | Marta Nováková                                        | ANO 2011     |
| Ministre des Transports                                    |           | Dan Ťok                                               | ANO 2011     |
| Ministre de l'Agriculture                                  |           | Miroslav Toman                                        | Indépendant  |
| Ministre de l'Éducation, de la Jeunesse et des Sports      |           | Robert Plaga                                          | ANO 2011     |
| Ministre de la Culture                                     |           | Antonín Staněk                                        | ČSSD         |
| Ministre de la Santé                                       |           | Adam Vojtěch                                          | Indépendant  |
| Ministre de la Justice                                     |           | Taťána Malá (jusqu'au 10/07/2018)                     | ANO 2011     |
| Ministre de la Justice                                     |           | Jan Kněžínek                                          | Indépendant  |

### Remaniement du 30 avril 2019
- Les nouveaux ministres sont indiqués en gras, ceux ayant changé d'attributions en italique.

| Poste                                                                 | Titulaire | Titulaire | Parti            |
| --------------------------------------------------------------------- | --------- | --- | ---------------- |
| Président du gouvernement                                             |           | Andrej Babiš | ANO 2011         |
| Premier vice-président du gouvernement Ministre de l'Intérieur        |           | Jan Hamáček | ČSSD             |
| Vice-présidente du gouvernement Ministre des Finances                 |           | Alena Schillerová | Indépendante     |
| Vice-président du gouvernement Ministre de l'Industrie et du Commerce |           | Karel Havlíček | ANO 2011         |
| Ministre des Affaires étrangères                                      |           | Tomáš Petříček (jusqu'au 12/04/2021) Jan Hamáček a.i. Jakub Kulhánek (à partir du 21/04/2021)                                                              | ČSSD             |
| Ministre de la Défense                                                |           | Lubomír Metnar | Indépendant      |
| Ministre du Travail et des Affaires sociales                          |           | Jana Maláčová | ČSSD             |
| Ministre de l'Environnement                                           |           | Richard Brabec | ANO 2011         |
| Ministre du Développement régional                                    |           | Klára Dostálová | Indépendante     |
| Ministre des Transports                                               |           | Vladimír Kremlík (jusqu'au 24/01/2020) Karel Havlíček | ANO 2011         |
| Ministre de l'Agriculture                                             |           | Miroslav Toman | Indépendant/ČSSD |
| Ministre de l'Éducation, de la Jeunesse et des Sports                 |           | Robert Plaga | ANO 2011         |
| Ministre de la Culture                                                |           | Antonín Staněk (jusqu'au 27/08/2019) Lubomír Zaorálek | ČSSD             |
| Ministre de la Santé                                                  |           | Adam Vojtěch (jusqu'au 21/09/2020) Roman Prymula (jusqu'au 29/10/2020) Jan Blatný (jusqu'au 07/04/2021) Petr Arenberger (jusqu'au 26/05/2021) Adam Vojtěch | Indépendant      |
| Ministre de la Justice                                                |           | Marie Benešová | Indépendante     |